# テイラー・ネグロン
テイラー・ネグロン（Taylor Negron, 本名：Brad Stephen Negron, 1957年8月1日 - 2015年1月10日）は、アメリカ合衆国の俳優、コメディアン、脚本家。

## 来歴・人物
プエルトリコ系アメリカ人としてカリフォルニア州グレンデールに生まれる。
カリフォルニア大学ロサンゼルス校卒業後、ロサンゼルスのコメディクラブでスタンダップ・コメディアンとしてデビューする。その後、アクターズ・スタジオで演技を学び、1979年に放送されたABCのシチュエーション・コメディ『Detective School』にレギュラー出演した。映画デビュー作は『The Gong Show Movie』（1980年）だが、初めて名前がクレジットされた作品は『病院狂時代』（1982年）である。
2015年1月10日、肝臓癌のため57歳で死去した。
生前、ゲイであることをカミングアウトしていた。スリー・ドッグ・ナイトのボーカル、チャック・ネグロンの従兄弟だった。

## 出演作品

### 映画
- 病院狂時代（1982年） - フィル・バーンズ 役
- 初体験/リッジモント・ハイ（1982年）
- イージー・マネー/一獲千金（1983年）
- ドクターストップ/全員感染（1985年） - ペペ 役
- パンチライン（1988年）
- 絶叫屋敷へいらっしゃい（1991年） - ファウスト 役
- ラスト・ボーイスカウト（1991年） - マイロ 役
- 心のままに（1993年）
- エンジェルス（1994年） - デヴィッド・モンターニュ 役
- MR.STITCH/悪魔の種子（1995年）
- スパイ・ハード（1996年）
- タイムマスター/アラジンの秘宝（1997年）
- ピンク・ピンク・ライン（1998年）
- スチュアート・リトル（1999年） - おもちゃ屋 役
- フリントストーン2/ビバ・ロック・ベガス（2000年）
- ガンシャイ（2000年）
- ウーピーはMissサンタクロース（2001年）
- ファンキー・モンキー（2004年）
- サーフ・アカデミー 恋のマヒマヒ・ダンシング（2006年）

### テレビドラマ
- ER緊急救命室 第4シーズン 第6話「ゼロの地点」（1997年） - プロール 役
- ザ・プラクティス ボストン弁護士ファイル 第2シーズン 第1話（1997年）
- フレンズ 第4シーズン 第9話「モニカは夢の料理長!?」（1997年）
- ふたりはお年ごろ（2001 - 2002年） - マヌエロ・デル・バル 役
- ラリーのミッドライフ★クライシス 第6シーズン 第4話（2007年）